# 石堤镇 (永顺县)
石堤镇，是中华人民共和国湖南省湘西土家族苗族自治州永顺县下辖的一个乡镇级行政单位。

## 行政区划
石堤镇下辖以下地区：
石堤社区、宝灵社区、牌楼村、西湖村、五里村、大利村、他沙村、红色村、九官坪村、毛土坪村、冷水村、铜瓦村、新华村、水塔村、且格村、岩扎村、小黄村、麻岔村、青龙村、羊峰村、狮子村、硕乐村、鸣凤村、新寨村、前进村、团结村、落叶洞村、四联村和友谊村。